# Mixtape

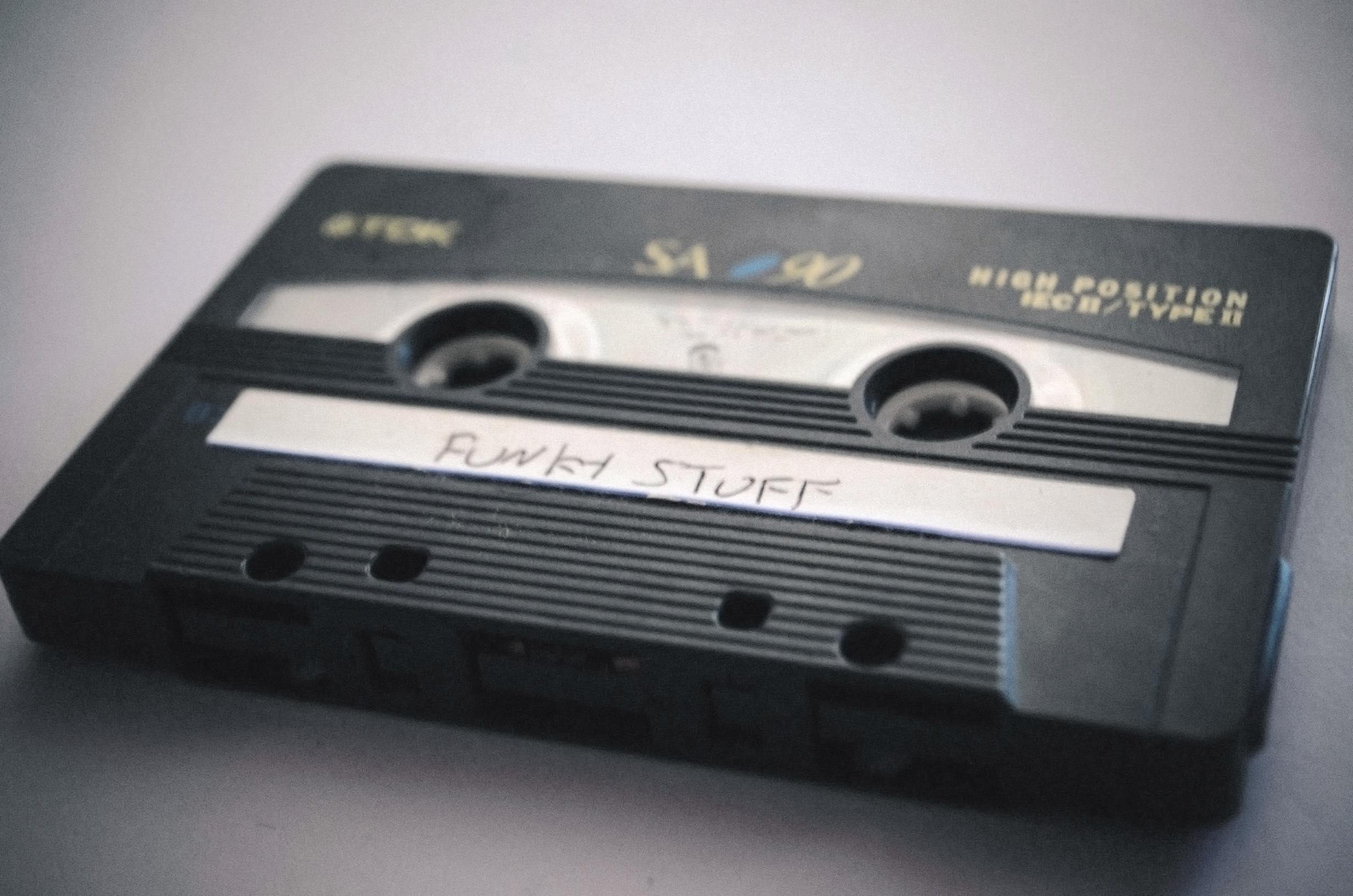
Magnókazetta, kézzel írt felirattal.

A mixtape (vagy mixkazetta, válogatáskazetta) egy zenei válogatás, általában különböző forrásokból. Az 1980-as években terjedt el, és általában egy otthoni környezetben készített zeneválogatást jelöl, amelyet egy kazettára, CD-re vagy digitális lejátszási listára vettek fel. Geoffrey O’Brien a mixtape-et „a legszélesebb körben használt amerikai művészeti stílus”-nak nevezte.
A hiphop és R&B kultúrában a mixtape-en gyakran egy előadó teljességében önmaga által készített felvételét értik, amelyet ingyenesen adnak ki, hogy népszerűséget érjenek el, vagy elkerüljék a szerzői jogokkal kapcsolatban fellépő problémákat. A 2010-es években elkezdtek profitért is kiadni mixtape-eket, és a mixtape, a stúdióalbum és a középlemez definíciója elkezdett összefolyni.

## Története

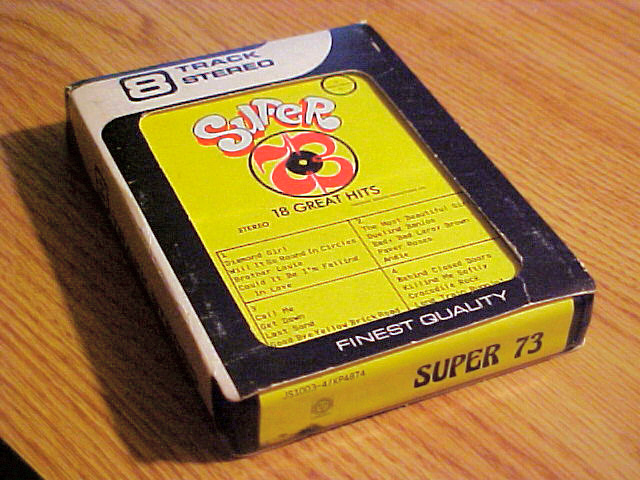
Egy 1974-ben illegálisan készített, 18 dalt tartalmazó mixtape

A hazai készítésű mixtape-ek az 1980-as években lettek egyre népszerűebbek. Ugyan a Philips kazettái 1963-ban már megjelentek, a hangminőségük nem volt eléggé jó, hogy zenefelvételre használják. Az audiókazetták megjelenése előtt a popzene készítéséhez speciális és magas szintű felszerelés volt szükséges. Ezek a technológiai határok tűntek el a kazetták népszerűségének növekedésével. Ezek elérhetőek voltak a mindennapi hallgató számára is, aki így fel tudta venni kedvenc dalait egy helyre. Ebben az időszakban lett a kazetta a domináns formátum otthoni használatra. A Sony Walkman érkezése nagy szerepet játszott a mixtape-ek minőségének és népszerűségének növekedésében.
A privát és a publikus mixtape-ek között is van különbség. A privát mixtape-et általában otthoni használatra készíti a hallgató, míg a publikus felvételek általában DJ-k által felvett fellépések, amelyeket eladásra készítettek. Az 1970-es években a Grandmaster Flash and the Furious Five, Afrika Bambaataa, a Kool Herc and the Herculoid és DJ Hollywood gyakran népszerűsítették és terjesztették így zenéjüket. Ezekhez nagyobb technikai ismeret volt szükséges, mint az otthoni, privát mixtape-ekhez.
Az 1980-as években a mixtape-ek fontos szerepet játszottak a fiatalok körében. A CD- és az MP3-lejátszó viszont elkezdte elnyomni a kazettákat, csökkentve népszerűségüket. 1995 volt a mixtape-kultúra csúcspontja, azóta szinte teljesen átvette a helyét a CD- és az MP3-lejátszó.
Napjainkban weboldalakon is lehet már venni ilyen mixtape-eket digitális formátumban.

## A hiphopban
A hiphop korai éveiben csak koncerteken lehetett hallani a műfajt, így kazettákra felvett koncertek formájában terjesztették zenéjüket az előadók. Hiphop mixtape-ek először az 1970-es években jelentek meg New Yorkban.
Az 1980-as években több DJ is elkezdte eladni zenéjét mixtape-ként. 
Napjainkban a legtöbb előadó, aki mixtape-et készít, azt a népszerűség vagy esetleg egy lemezszerződés megszerzéséért teszi. Erre példa Kanye West, Frank Ocean, Mac Miller, Travis Scott vagy Tyler, the Creator. A mixtape-ek elkészítése sokkal olcsóbb és egyszerűbb, mint egy stúdióalbumé, így feltörekvő előadók számára is könnyen elérhető.

## Lásd még
- Válogatásalbum
- MP3-CD
- Hordozható médialejátszó